# Opération Septentrion
Guerre d'Afghanistan
Opération Septentrion est une opération militaire menée le 17 décembre 2009 en Afghanistan par les forces de l'ISAF, par 1 100 soldats, dont 800 légionnaires français, accompagnés des forces américaines puis afghanes. L'opération fut considérée comme une "démonstration de force" dans la vallée d'Uzbin, à l'Est de Kaboul, et avait pour but de planter symboliquement un drapeau afghan dans un village-clé de la vallée; ce qui fut accompli.
Des combats ont éclaté lorsque les troupes Afghanes ont hissé le drapeau afghan dans le village, de plus, des tirs de mortier en provenance de la province voisine de Laghman blessèrent 5 formateurs américains engagés avec les commandos Afghans. En tout, les combats durèrent près de 5 heures.
L'offensive dura 36 heures ; elle visait à réaffirmer la souveraineté des forces afghanes dans la vallée d'Uzbin, dans le Sud de laquelle 10 soldats français furent tués en août 2008. 
En juillet 2011, cinq soldats américains ont reçu la Croix de la valeur militaire pour avoir « été engagés avec bravoure aux côtés de leurs frères d'armes français » pendant l'Opération Septentrion.